# العباسية (مغاغة)
قرية العباسية  هي إحدى القرى التابعة لمركز مغاغة بمحافظة المنيا في جمهورية مصر العربية. حسب إحصاءات سنة 2006، بلغ إجمالي السكان في العباسية الجديدة 11738 نسمة، منهم 5830 رجلا و5908 امرأة.